# Donna Tartt
Donna Louise Tartt (født 23. december 1963 i Greenwood, Mississippi) er en amerikansk forfatter. Hun har skrevet romanerne Den hemmelige historie (1992), Den lille ven (2003) og Stillidsen (2014), og desuden er hun essayist og litteraturkritiker. For Stillidsen fik hun Pulitzerprisen for fiktion i 2014.

## Opvækst og uddannelse
Donna Tartt er den ældste af to søstre og opvokset i Mississippi. Hendes far havde forskellige jobs og spillede rockabilly-musik, og hendes mor var sekretær. Begge forældre var ivrige læsere, en passion som Donna snart selv også fik. Hun kunne som barn recitere lange digte af forfattere som A.A. Milne og senere Edgar Allan Poe, T.S. Eliot med flere. Hun begyndte selv at skrive digte som otteårig og fik publiceret sit første digt som trettenårig.
Som syttenårig kom hun på University of Mississippi, men da den lokale forfatter Willie Morris fik øje for hendes talent, skiftede hun året efter på hans anbefaling til det lille, men prestigefyldte Bennington College i Vermont. Her studerede hun klassiske sprog og mødte andre kommende forfattere som Bret Easton Ellis, Jonathan Lethem og Jill Eisenstadt. Hun dimitterede fra Bennington i 1986.

## Karriere
I 1992 fik Tartt udgivet sin første roman, Den hemmelige historie, som foregik på et universitet, der var modelleret over Bennington med karakterer, der tog udgangspunkt i nogle af hendes undervisere og medstuderende. Hun havde, fra hun gik på universitetet, udvekslet tekster med Ellis, der dermed havde læst udkast til romanen, og Ellis' agent hjalp med til at promovere bogen, der blev både en salgsmæssig succes og anmelderrost. Bogen blev senere en vigtig inspirationskilde for ungdoms-subkulturen dark academia.
Siden har hun skrevet flere essays, nogle noveller, og ti år efter den første roman udkom hendes andet lange værk, Den lille ven (2002), der også blev en succes og blandt andet modtog W H Smith-prisen. Hendes novelle "The Ambush" (2006) kom med i antologien The Best American Short Stories 2006, og i 2013 udgav hun så Stillidsen, som hun allerede så småt begyndte på omkring tyve år forinden. For denne roman modtog hun Pulitzerprisen for fiktion i 2014.

## Arbejdsmåde og udtryk
Donna Tartt er – som det fremgår af frekvensen på hendes romanudgivelser – meget længe om at skrive sine romaner. Hun begynder typisk på sine værker med en lang række håndskrevne noter, og hun bruger forskellige farver blæk, ligesom hun skriver på forskellige farver papir, når hun tager fat på den egentlige skrivning. Hun isolerer sig ofte, når hun er i gang med et værk, og forsøger derigennem at leve sig ind i den verden hun beskriver. Hendes romaner er ret lange og indeholder mange detaljer om lokaliteter, personer osv.
Fordi hun bruger så meget tid på skrivningen, optræder Tartt kun sjældent offentligt på for eksempel bogmesser. Hun besøgte Louisiana Museet i Humlebæk 14. maj 2014, hvor hun talte om sin dengang nye roman Stillidsen.
Hun er omhyggelig med sit personlige, fysiske udtryk. Hun har gennem mange år haft en skarpt klippet pagefrisure og ses ofte i skræddersyet jakkesæt og stribede skjorter og slips. Hun har aldrig været gift og har i et fransk interview engang sagt, at hun aldrig vil giftes. Hun har været i nogle forhold, men har aldrig offentligt udtryk stor hengivenhed over for andre end sin hund.

## Værker
- Den hemmelige historie (The Secret History, 1992)
- Den lille ven (The Little Friend, 2002, dansk: 2003)
- Stillidsen (The Goldfinch, 2013, dansk: 2014)